# سخت‌اسفنج
سخت‌اسفنج‌ها (نام علمی: Sclerospongiae) رده‌ای از جانوران از شاخه اسفنج دریایی هستند.
سخت‌اسفنج‌ها، اسفنج‌هایی دارای بدن نرم هستند که با اسکلت متراکم و سختی از جنس کربنات کلسیم که یا آراگونیت است یا کلسیت پوشیده شده‌است.
به خاطر عمر بسیار طولانی سخت‌اسفنج‌ها که بین ۵۰۰ تا ۱۰۰۰ سال است، دانشمندان موفق شده‌اند با تجزیه و تحلیل اسکلت‌های آراگونیتی این جانداران داده‌های خود مربوط به دما، شوری، و دیگر متغیرهای اقیانوس‌ها را تا زمان‌های دورتر از آنچه پیش از آن به دست آمده بود، محاسبه کنند. اسکلت‌های متراکم این اسفنج‌ها به ترتیب زمانی منظمی رسوب‌گذاری شده‌است و شکلی لایه‌لایه با نوارهای هم‌مرکز دارد. اسکلت لایه‌لایه آنها به مرجان‌های دریایی شبیه است. به این خاطر به سخت‌اسفنج‌ها، اسفنج‌های مرجانی هم گفته شده‌است.